# Ceratofulvius
Ceratofulvius is een geslacht van wantsen uit de familie van de Miridae (Blindwantsen). Het geslacht werd voor het eerst wetenschappelijk beschreven door Odo Reuter in 1902.

## Soorten
Het genus bevat de volgende soorten:

- Ceratofulvius aidani (Namyatova & Cassis, 2019)
- Ceratofulvius clavicornis (Reuter, 1895)